# Baltimore (lớp tàu tuần dương)
Lớp tàu tuần dương Baltimore là một nhóm mười bốn tàu tuần dương hạng nặng được Hải quân Hoa Kỳ chế tạo vào giai đoạn sau của Chiến tranh thế giới thứ hai. Tốc độ nhanh và được trang bị hỏa lực phòng không thích đáng, những tàu chiến giống như lớp Baltimore được Hải quân sử dụng chủ yếu trong Thế Chiến II vào việc bảo vệ các tàu sân bay nhanh trong các đội đặc nhiệm tàu sân bay chống lại các cuộc không kích của đối phương. Ngoài ra, dàn pháo chính 203 mm (8 inch) cùng các cỡ pháo hạng hai nhỏ hơn thường xuyên được sử dụng để bắn phá các mục tiêu trên bờ hỗ trợ cho các cuộc đổ bộ. Sau chiến tranh, hầu hết các con tàu được đưa về thành phần dự bị, nhưng lại được huy động trở lại sau khi cuộc Chiến tranh Triều Tiên nổ ra. Đến năm 1971, tất cả những chiếc dựa trên cấu hình nguyên thủy đều đã được cho ngừng hoạt động. Tuy nhiên, bốn chiếc lớp Baltimore đã được cải biến để trang bị tên lửa, được xếp trong số những tàu tuần dương tên lửa điều khiển đầu tiên trên thế giới thuộc các lớp Albany và Boston. Chiếc cuối cùng trong số chúng ngừng hoạt động vào năm 1980. Không có mẫu nào của lớp Baltimore được giữ lại.

## Bối cảnh

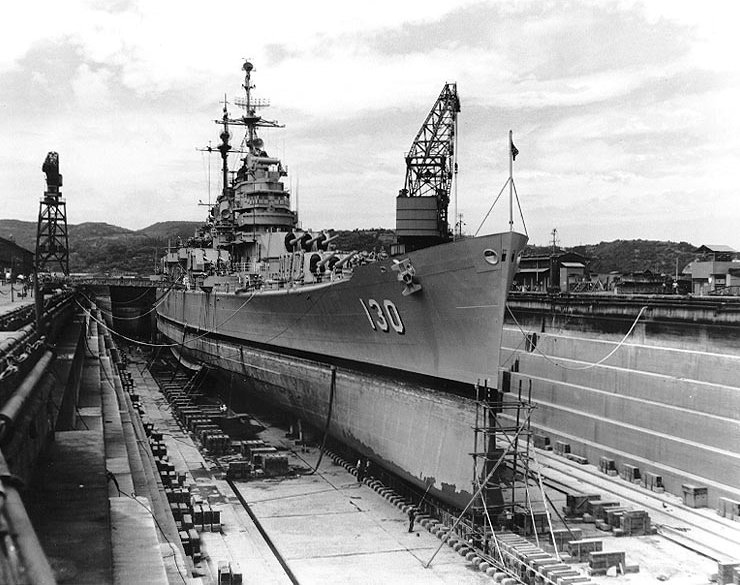
USS Bremerton trong ụ tàu

Ngay sau khi Chiến tranh thế giới thứ hai nổ ra vào tháng 9 năm 1939, Hải quân Hoa Kỳ bắt đầu những nghiên cứu về một lớp tàu tuần dương hạng nặng mới vốn sẽ dẫn đến việc chế tạo lớp Baltimore. Cùng với việc chiến tranh lan rộng, những giới hạn được Hiệp ước Hải quân London thứ hai quy định, vốn cấm hoàn toàn việc chế tạo tàu tuần dương hạng nặng, đã trở nên lạc hậu. Lớp Baltimore một phần dựa trên thiết kế của lớp Wichita, một tàu tuần dương hạng nặng từ năm 1937, tiêu biểu cho sự dịch chuyển từ thiết kế giữa hai cuộc thế chiến sang thiết kế cho Thế Chiến II. Nó cũng một phần dựa trên lớp Cleveland, một kiểu tàu tuần dương hạng nhẹ đang được chế tạo. Về kiểu dáng, lớp Baltimore trông khá giống lớp tuần dương hạng nhẹ Cleveland, một khác biệt rõ ràng duy nhất là chiếc Baltimore lớn hơn mang chín khẩu pháo 203 mm (8 inch) trên ba tháp pháo ba nòng so với 12 khẩu 152 mm (6 inch) trên bốn tháp pháo ba nòng như của lớp Cleveland.
Việc chế tạo bốn chiếc đầu tiên của lớp Baltimore được khởi sự vào ngày 1 tháng 7 năm 1940, và thêm bốn chiếc nữa được đặt hàng trước cuối năm. Một đơn đặt hàng thứ hai với thêm 16 chiếc nữa được chấp thuận vào ngày 7 tháng 8 năm 1942. Việc chế tạo chúng bị trì hoãn do Hải quân dành ưu tiên cho việc đóng kiểu tàu tuần dương hạng nhẹ Cleveland, vì nhiều chiếc nhẹ hơn có thể hoàn tất nhanh hơn để bố trí đến các đội đặc nhiệm tàu sân bay. Với việc chế tạo tám chiếc đầu tiên lớp Baltimore tiến triển chậm chạp, Hải quân Mỹ dùng thời gian này để xem xét lại các kế hoạch ban đầu và cải tiến thiết kế của chúng. Bản thân thiết kế mới được cải tiến cũng bị trì hoãn, nên việc chế tạo được bắt đầu với thêm bảy chiếc khác, tổng cộng là 15, sử dụng thiết kế nguyên thủy trước khi việc cải tiến hoàn tất. Chín chiếc được đặt hàng sau cùng được chuyển sang một thiết kế cải tiến, trở thành lớp tàu tuần dương Oregon City tiếp nối. Từ năm 1943 đến năm 1946, 14 chiếc thuộc lớp Baltimore đã được đưa vào hoạt động cùng Hải quân Mỹ. Việc chế tạo chiếc thứ mười lăm, vốn sẽ mang tên Norfolk, bị ngừng lại khi chiến tranh kết thúc, khi đã được chế tạo 8 tháng và lườn tàu đang đóng một phần bị tháo dỡ.
Nhà thầu lớn nhất trong việc chế tạo lớp Baltimore là hãng Bethlehem Steel, đã đóng tám chiếc tại Xưởng tàu Fore River ở Quincy, Massachusetts; hãng New York Shipbuilding tại Camden, New Jersey đóng bốn chiếc và Xưởng hải quân Philadelphia tại Philadelphia hoàn tất một chiếc cộng với chiếc cuối cùng chưa hoàn tất. Tất cả các con tàu đều được đặt tên theo các thành phố của Hoa Kỳ, ngoại trừ một ngoại lệ là chiếc USS Canberra (CA-70) được đặt nhằm tôn vinh chiếc tàu tuần dương Australia HMAS Canberra (D33), nguyên được đặt tên theo thủ đô Canberra của Úc, đã bị đánh chìm trong Trận chiến đảo Savo ngày 9 tháng 8 năm 1942. Ký hiệu lườn "CA" ban đầu dùng để chỉ tàu tuần dương bọc thép ("armored cruiser") nhưng sau đó được sử dụng cho tàu tuần dương hạng nặng.

## Lịch sử phục vụ

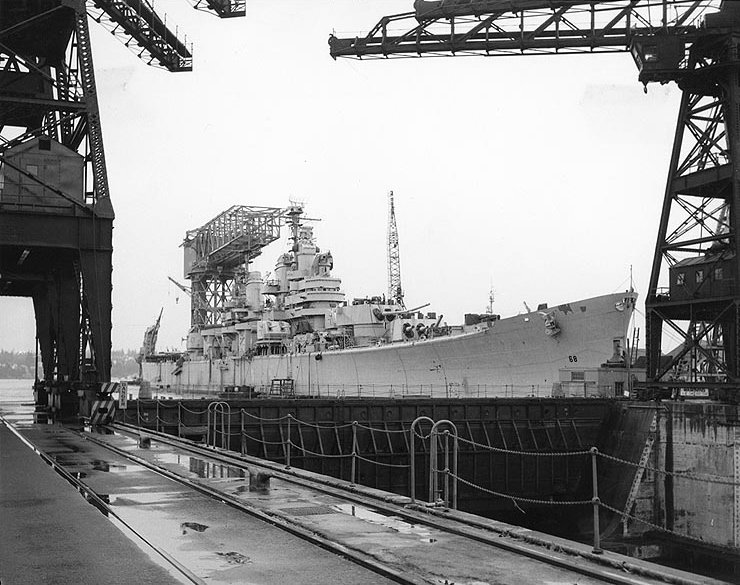
USS Baltimore vào lúc tái hoạt động

Trong số mười bốn chiếc được hoàn tất, mười hai chiếc đã được hạ thủy trước khi Nhật Bản đầu hàng vào ngày 2 tháng 9 năm 1945, cho dù chỉ có bảy chiếc tham chiến tại Mặt trận Thái Bình Dương và một chiếc tại Mặt trận Tây Âu; những chiếc khác vẫn còn đang hoàn tất việc chạy thử máy vào những ngày cuối cùng của chiến tranh. Đến năm 1947, mười chiếc thuộc lớp Baltimore được cho ngừng hoạt động và đưa về lực lượng dự bị, chỉ để lại bốn chiếc hoạt động thường trực. Tuy nhiên, vào đầu những năm 1950, sáu chiếc được cho tái hoạt động, đưa tổng cộng lên mười chiếc sẵn sàng, do những diễn biến của cuộc Chiến tranh Triều Tiên. Sáu chiếc được sử dụng vào các nhiệm vụ hộ tống và bắn phá bờ biển tại Triều Tiên, trong khi bốn chiếc kia tăng cường cho các hạm đội tại các khu vực khác trên thế giới. Bốn chiếc còn lại không được sử dụng: Fall River không bao giờ tái hoạt động, Boston và Canberra được tái trang bị như tàu tuần dương tên lửa điều khiển lớp Boston cùng Chicago được tái hoạt động sau khi được cải biến thành lớp Albany.
Sau Chiến tranh Triều Tiên, bắt đầu từ năm 1954, lớp Baltimore lần lượt được cho ngừng hoạt động. Đến năm 1963, chỉ còn lại một chiếc không cải biến duy nhất, Saint Paul (CA-73), còn hoạt động thường trực và đã phục vụ trong Chiến tranh Việt Nam; cuối cùng nó cũng ngừng hoạt động vào năm 1971. Tất cả mười bốn chiếc lớp Baltimore đều bị bán để tháo dỡ, trong đó Chicago là chiếc cuối cùng bị tháo dỡ vào năm 1991.

### Hư hại và tổn thất

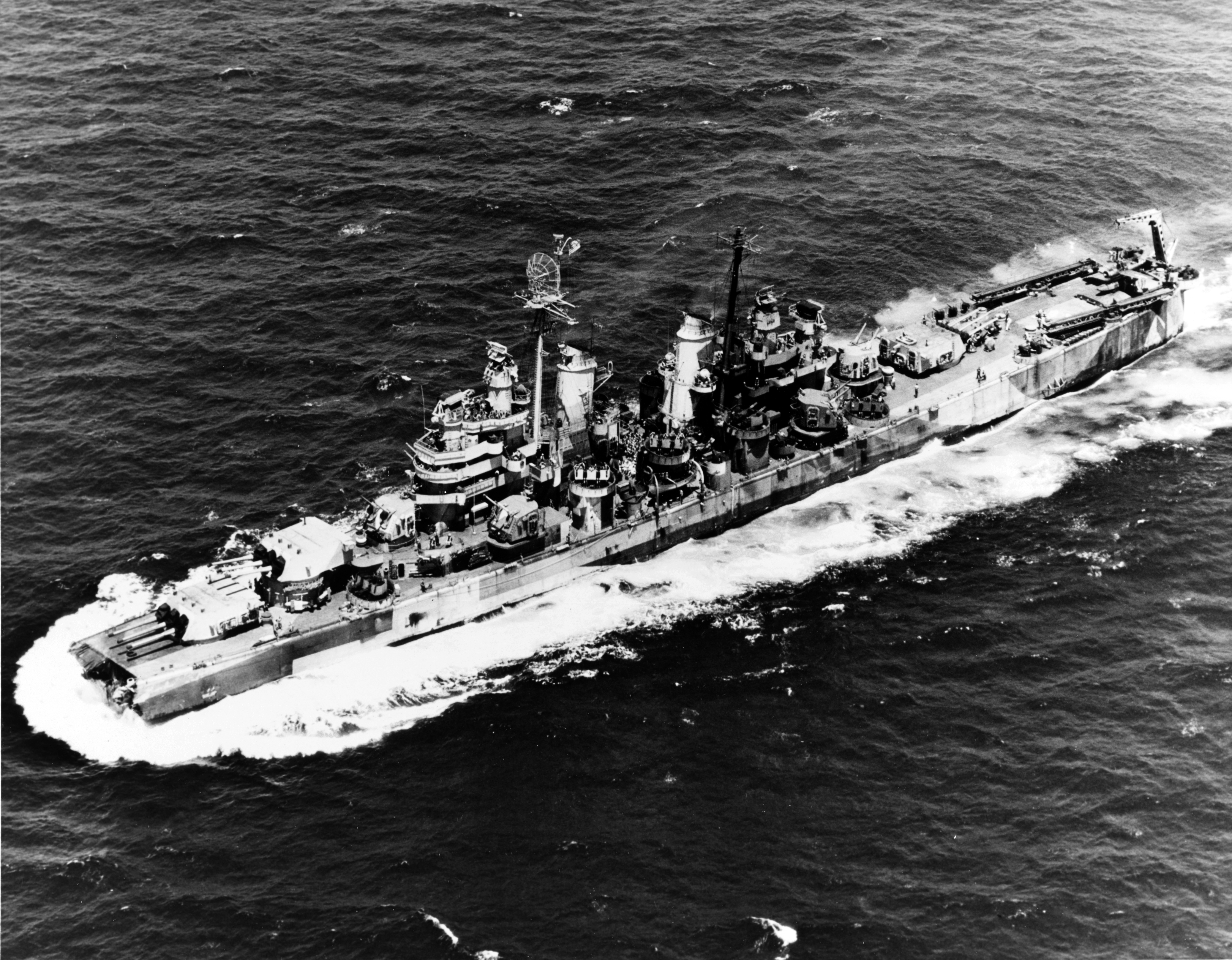
USS Pittsburgh bị mất mũi tàu sau một cơn bão

Trong Thế Chiến II, chỉ có Canberra bị hư hỏng do hỏa lực đối phương, khi nó bị bắn trúng một quả ngư lôi hơi nén vào ngày 13 tháng 10 năm 1944, làm thiệt mạng 23 người trong phòng động cơ. Một năm sau, việc sửa chữa hoàn tất tại Xưởng hải quân Boston và nó được phân về Hạm đội Đại Tây Dương. Vào tháng 6 năm 1945, Pittsburgh bị mất toàn bộ mũi tàu sau một cơn bão, nhưng không có thương vong; nó phải vượt qua sức gió lên đến 70 knot (130 km/h) để đi đến Guam, nơi nó được sửa chữa tạm thời trước khi quay về Xưởng hải quân Puget Sound để đại tu toàn bộ.
Trong Chiến tranh Triều Tiên, một đám cháy ở tháp pháo phía trước vào ngày 12 tháng 4 năm 1952 đã làm thiệt mạng 30 người trên chiếc St Paul. Sau đó vào năm 1953, chính con tàu này lại bị pháo phòng thủ duyên hải bắn trúng, lần này không có thương vong cho thủy thủ đoàn. Helena vào năm 1951 và Los Angeles vào năm 1953 cũng bị pháo phòng thủ duyên hải bắn trúng nhưng không chịu tổn thất nào.
Vào tháng 6 năm 1968, Boston cùng với tàu tuần dương Úc tháp tùng HMAS Hobart trở thành nạn nhân của một vụ bắn nhầm khi máy bay của Không lực Hoa Kỳ nhầm lẫn chúng như những mục tiêu đối phương và phóng tên lửa AIM-7 Sparrow tấn công. Chỉ có Hobart bị hư hỏng đáng kể; mặc dù Boston cũng bị bắn trúng, đầu đạn của quả tên lửa bắn trúng đã không phát nổ.

### Tái trang bị (lớpAlbanyvàBoston)

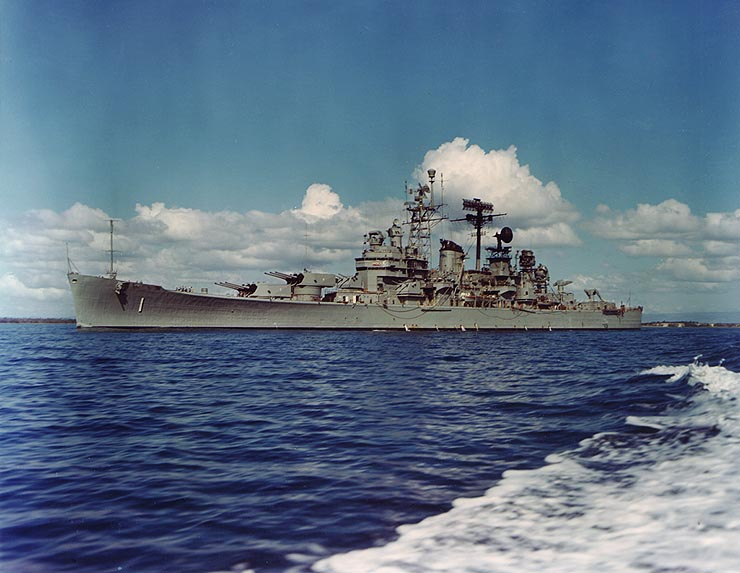
Tàu tuần dương USS Boston, kiểu mẫu dành cho lớp Boston sau này

Vào nữa cuối những năm 1940, Hải quân Mỹ bắt đầu có kế hoạch trang bị tên lửa cho tàu chiến. Vào năm 1946, thiết giáp hạm Mississippi và đến năm 1948 chiếc tàu chở thủy phi cơ USS Norton Sound được cải biến nhằm thử nghiệm ý tưởng này. Cùng với các vũ khí khác, cả hai đều được trang bị tên lửa đất-đối-không RIM-2 Terrier, và sau năm 1952 kiểu vũ khí này cũng được trang bị cho loạt tàu tuần dương tên lửa điều khiển đầu tiên. Hai tàu tuần dương lớp Baltimore được tái trang bị trong loạt thứ nhất này, Boston và Canberra; chúng trở thành những tàu tuần dương tên lửa điều khiển hoạt động đầu tiên trên thế giới. Hai con tàu được xếp loại lại thành lớp Boston, và quay trở lại phục vụ lần lượt vào năm 1955 và 1956 tương ứng với ký hiệu lườn mới CAG-1 và CAG-2.

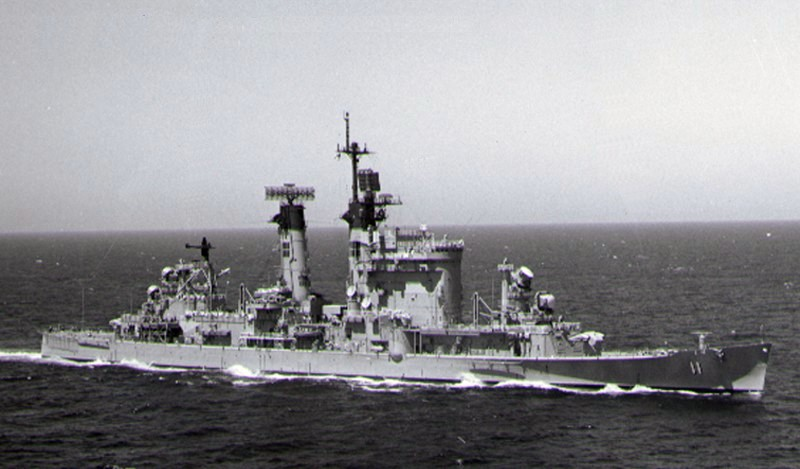
USS Chicago được tái trang bị như một chiếc lớp Albany

Trong những năm tiếp theo sau, sáu tàu tuần dương hạng nhẹ lớp Cleveland được cải biến để trang bị tên lửa điều khiển; và vào năm 1957, đã hoàn tất chiếc tàu tuần dương tên lửa điều khiển đầu tiên được thiết kế từ đầu: Long Beach. Những con tàu khác tiếp tục được cải biến, nên bắt đầu từ năm 1958, hai tàu tuần dương lớp Baltimore Chicago và Columbus, cùng một chiếc lớp Oregon City là Albany được cải biến thành một lớp mới: lớp Albany. Chúng được đưa trở lại hoạt động vào năm 1962 và 1964. Hai tàu tuần dương khác được vạch kế hoạch cải biến thành lớp Albany: Bremerton thuộc lớp Baltimore và một chiếc nữa thuộc lớp Oregon City: Rochester, nhưng việc cải biến này bị hủy bỏ do những cân nhắc về tài chính. Tương phản với việc tái trang bị lớp Boston, việc cải biến lớp Albany đòi hỏi phải tái cấu trúc toàn bộ. Toàn bộ các hệ thống vũ khí lẫn cấu trúc thượng tầng đều phải được tháo dỡ thay thế bằng kiểu mới, vốn giải thích chi phí cao cho việc tái trang bị: 175 triệu Đô-la mỗi chiếc. Vì không còn bất kỳ cỡ pháo nòng lớn nào được sử dụng, lớp Albany được mang ký hiệu lườn CG.

## Thiết kế

### Lườn tàu

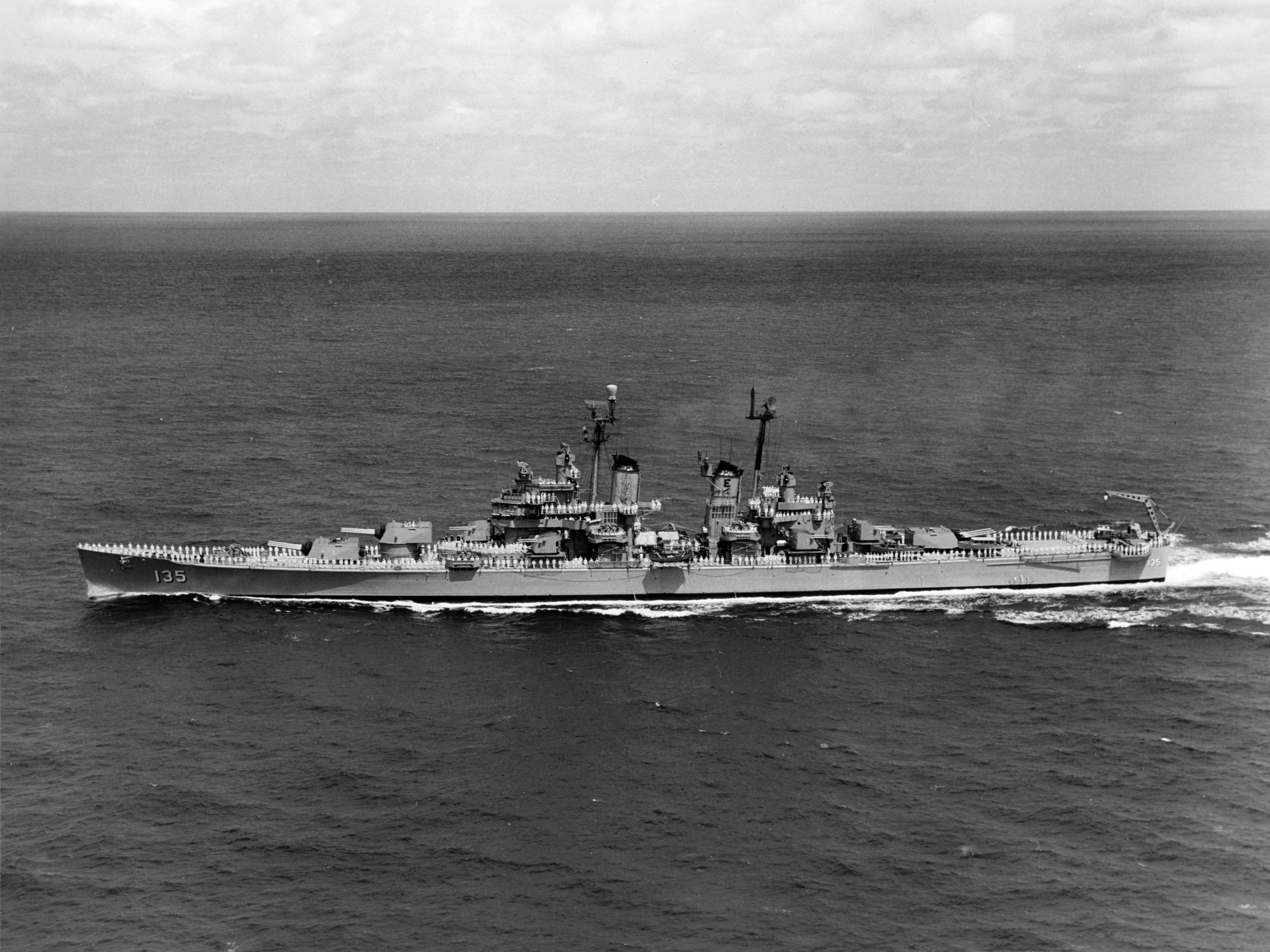
Nhìn mặt hông chiếc USS Los Angeles

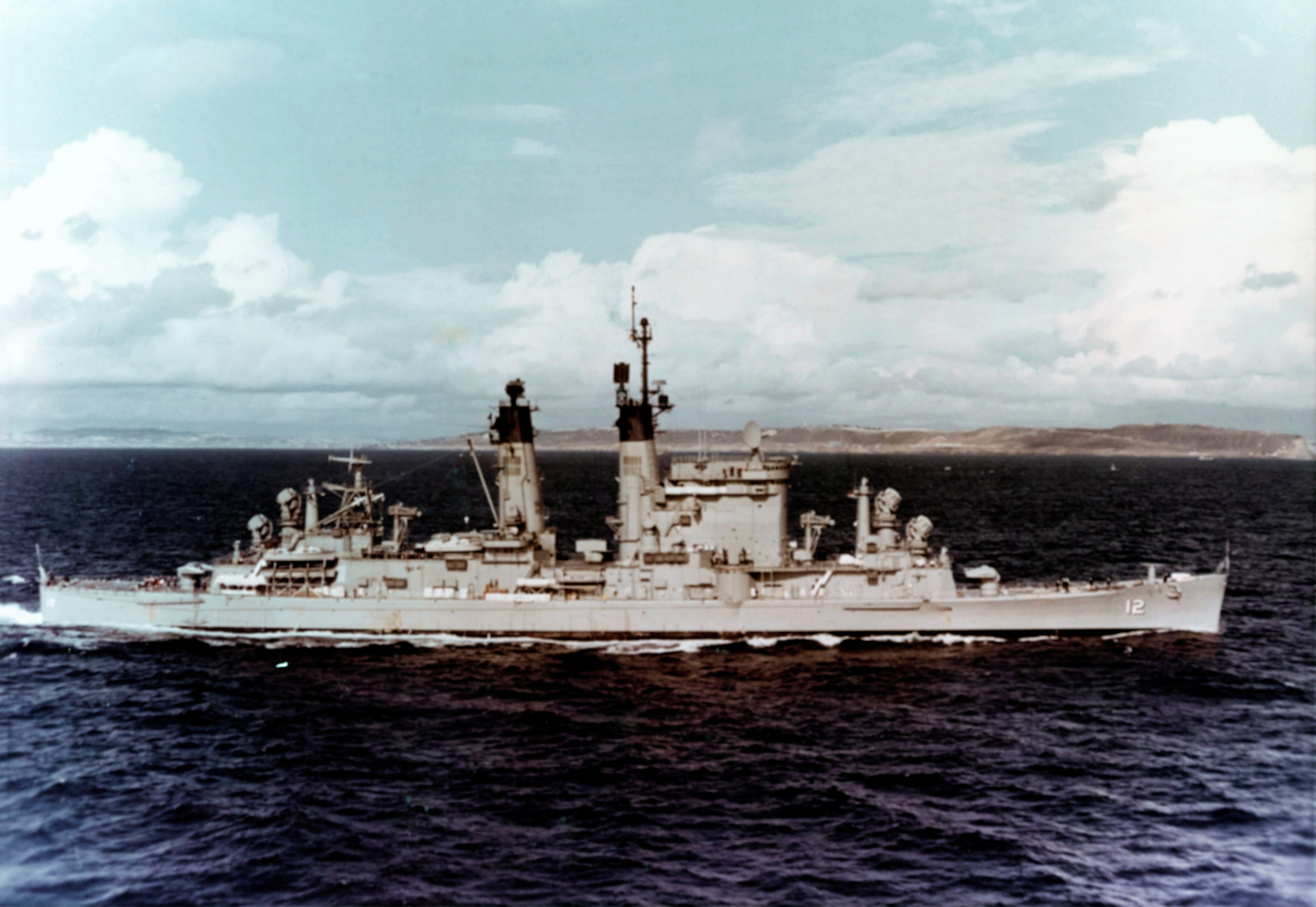
Nhìn mặt hông chiếc USS Columbus, được tái trang bị như là lớp Albany

Những chiếc trong lớp Baltimore dài 205,3 m (673 ft 7 in) và rộng 21,6 m (70 ft 10 in). Vì lườn tàu không bị thay đổi trên các lớp Albany hay Boston, các số liệu này cũng tương tự cho chúng, nhưng khác biệt ở mọi thông số khác.
Lớp Baltimore nguyên thủy có trọng lượng choán nước 17.031 tấn dài, chiếm một mớn nước 7,3 m (23 ft 11 in). Ở mũi tàu, tầng cao nhất của lườn tàu cao hơn 10,1 m (33 ft) so với mực nước, và ở phía đuôi là 7,6 m (25 ft). Các ống khói cao 26,2 m (86 ft) và điểm cao nhất của các cột ăn-ten là 34,2 m (112 ft). Cấu trúc thượng tầng chiếm khoảng một phần ba chiều dài con tàu và được tách thành hai khối. Khoảng trống giữa chúng được bố trí hai ống khói mỏng. Hai cột ăn-ten được bố trí trước và sau các ống khói, mang theo các thiết bị điện tử.
Đai giáp đứng dày 152 mm (6 inch) và lớp vỏ giáp sàn tàu ngang dày cho đến 76 mm (3 inch). Các tháp pháo cũng được bọc giáp khá tốt, dày từ 76 đến 152 mm, trong khi tháp chỉ huy được bọc giáp dày nhất, đến 203 mm (8 inch).
Những chiếc thuộc lớp Boston có mớn nước sâu hơn khoảng 0,5 m (20 inch), và trọng lượng nặng hơn khoảng 500 tấn dài so với những tàu chị em trước đây. Vì những chiếc Boston chỉ được tái trang bị một phần, Một phần ba phía trước của con tàu hầu như giữ nguyên. Thay đổi đáng kể đầu tiên là sự kết hợp hai ống khói của Balitmore thành một ống khói duy nhất dày hơn, tại khoảng trống giữa hai khối cấu trúc thượng tầng. Vì vũ khí tên lửa đòi hỏi thêm các hệ thống dẫn đường điện tử, cột ăn-ten phía trước được thay thế bằng cột thanh giằng bốn chân với bệ được mở rộng. Thay đổi dễ thấy nhất là việc bổ sung các thiết bị phóng tên lửa và kho chứa tên lửa, chiếm toàn bộ phân nữa sau của con tàu và thay thế cho toàn bộ pháo bố trí tại đây.
Ba chiếc thuộc lớp Albanys được tái cấu trúc hoàn toàn từ sàn tàu trở lên, đến mức chúng có rất ít điểm giống với những con tàu chị em trước đây. Cấu trúc thượng tầng giờ đây chiếm gần hai phần ba chiều dài con tàu, và cao hai tầng cho gần hết chiều dài. Bên trên nó bố trí cầu tàu dạng hộp vốn là đặc trưng dễ nhận biết nhất của lớp tàu. Hai cột ăn-ten và ống khói được kết hợp thành một khối "mack", từ kết hợp của "mast" (cột buồm) và "stack" (ống khói), nơi các bệ điện tử được bố trí bên trên các ống khói thay vì trên các cột ăn-ten nhô lên từ sàn tàu. Vị trí cao nhất của "mack" phía trước là trên 40 m (130 ft) so với mực nước. Tầm cao như vậy chỉ có thể đạt được với những cấu trúc bằng hợp kim nhôm, vốn được sử dụng rộng rãi trong việc chế tạo cấu trúc thượng tầng. Cho dù như vậy, trọng lượng choán nước đầy tải của lớp Albany cũng vượt quá 17.500 tấn dài.

### Động lực
Lớp tàu tuần dương Baltimore được vận hành bằng động lực hơi nước bao gồm bốn trục, mỗi chiếc gắn liền với một turbine hơi nước và dẫn động một chân vịt. Hơi nước được cung cấp bởi bốn nồi hơi với áp lực hoạt động tối đa lên đến 4.240 kPa (615 psi). Lớp Baltimore có hai phòng động cơ và hai ống khói, nhưng được thay đổi với lớp Boston khi chỉ có một ống khói chung cho cả bốn turbine. Tốc độ tối đa đạt được khoảng 61 km/h (33 knot) và tổng công suất của động cơ khoảng 120.000 mã lực (89,5 MW).
Lớp Baltimore nguyên thủy có thể mang theo 2.250 tấn nhiên liệu, cho phép nó với tốc độ đường trường 15 knot có được tầm hoạt động khoảng 10.000 hải lý (18.500 km). Do trọng lượng choán nước tăng lên trên các lớp Boston và Albany được cải biến, cho tầm hoạt động của chúng bị giảm còn 9.000 và 7.000 hải lý tương ứng, cho dù trữ lượng nhiên liệu đã được tăng thêm 2.600 và 2.500 tấn.

### Vũ khí

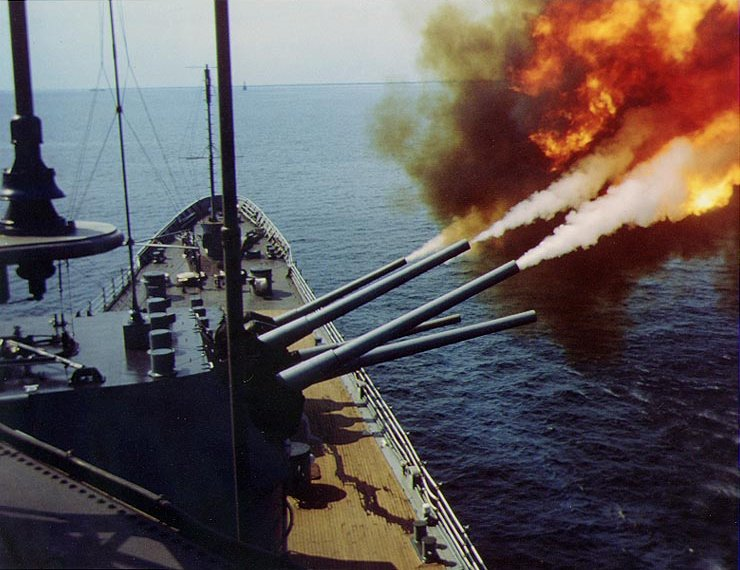
Loạt đạn pháo bắn với cả hai tháp pháo phía trước của tàu tuần dương USS St Paul trong Chiến tranh Việt Nam

Dàn pháo chính của lớp tàu tuần dương Baltimore bao gồm ba tháp pháo, hai phía trước và một phía sau, mỗi chiếc mang ba nòng pháo 203 mm (8 inch)/55 caliber dài 11,17 m (36 ft 8 in) và có tầm bắn tối đa 27,8 km (17,3 dặm). Vũ khí hạng hai bao gồm sáu tháp pháo 127 mm (5 inch)/38 caliber nòng đôi đa dụng; hai tháp pháo ở mỗi bên cấu trúc thượng tầng và hai phía sau dàn pháo chính. Kiểu vũ khí này có thể sử dụng chống lại máy bay, tàu nổi hay để bắn phá bờ biển; với tầm xa tối đa 16 km cho các mục tiêu trên biển và tầm cao cho đến 9,8 km (6 dặm). Thêm vào đó, các con tàu còn có dàn hỏa lực phòng không thuần túy rất mạnh: 12 khẩu đội pháo Bofors 40 mm bốn nòng (hay 11 khẩu đội bốn nòng và 2 khẩu đội nòng đôi trên những chiếc chỉ có một cần cẩu máy bay phía sau); cộng với từ 20 đến 28 pháo phòng không 20 mm tùy theo thời gian mà con tàu được đưa ra hoạt động. Các vũ khí cỡ nhỏ nhanh chóng được tháo dỡ. Pháo phòng không 20 mm bị gỡ bỏ mà không thay thế không lâu sau chiến tranh, do chúng không có hiệu quả đối với máy bay Nhật Bản. Pháo Bofors 40 mm được thay thế bằng pháo 76 mm (3 inch)/50 caliber trong những năm 1950.
Trong giai đoạn từ năm 1956 đến năm 1958, bốn chiếc USS Toledo, USS Macon, USS Helena và USS Los Angeles, mỗi chiếc còn được trang bị ba tên lửa hành trình mang đầu đạn nguyên tử SSM-N-8 Regulus. Cuối cùng, việc bố trí loại tên lửa này trên các hạm tàu nổi chỉ mang tính chất thử nghiệm, được duy trì cho đến những năm 1960. Kiểu tên lửa UGM-27 Polaris tiếp nối chỉ được mang bởi tàu ngầm hạt nhân.

### Điện tử

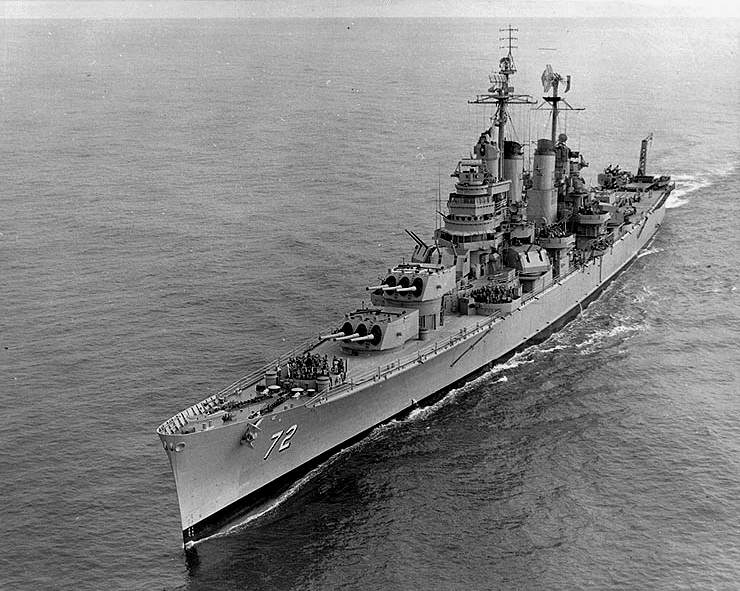
USS Pittsburgh với radar SPS-8 trên cột ăn-ten sau và SPS-6 trên cột ăn-ten trước

Ban đầu, lớp Baltimore được trang bị hệ thống radar SG dò tìm mục tiêu mặt biển và hệ thống SK cho các mục tiêu trên không. Tầm hoạt động của các hậ thống này đối với mục tiêu trên mặt biển, tùy theo kích thước của mục tiêu, là 28 - 40 km (15 - 22 hải lý). Hệ thống SK có thể phát hiện máy bay ném bom ở tầm cao trung bình ở khoảng cách 180 km (100 hải lý). Các hệ thống radar được thay thế trong cuộc Chiến tranh Triều Tiên bằng các hệ thống hiệu quả hơn SPS-6 (do Westinghouse Electric) chế tạo, hoặc sau đó là SPS-12 (của Radio Corporation of America) phối hợp với một bộ radar đo tầm cao SPS-8. Với những hệ thống này, tầm xa có thể phát hiện máy bay ném bom được tăng lên 235 km (145 hải lý). Những chiếc ở lại hoạt động thường trực lâu hơn còn được nâng cấp vào những năm cuối cùng: SPS-6 được thay thế bằng SPS-37 (cũng của Westinghouse) và SPS-12 được thay thế bằng SPS-10 (của Raytheon). Với những thiết bị này, máy bay có thể bị phát hiện ở khoảng cách 400 km (250 hải lý).
Lớp Baltimore được trang bị ngay từ đầu hệ thống kiểm soát hỏa lực điện tử, nhằm xác định các thông số bắn các mục tiêu bên kia đường chân trời. Dàn pháo chính được điều khiển bởi hệ thống kiểm soát hỏa lực Mark 34 nối với một radar Mk 8. Pháo phòng không được hướng dẫn bởi các hệ thống Mk 37 với radar Mk-4. Sau này, các radar kiểm soát hỏa lực được thay thế cùng với các hệ thống radar chính. Hệ thống kiểm soát hỏa lực vẫn tiếp tục như cũ ngoại trừ các khẩu pháo 3 inch mới trang bị được nâng cấp lên kiểu Mk 56 với radar Mk 35.

### Máy bay

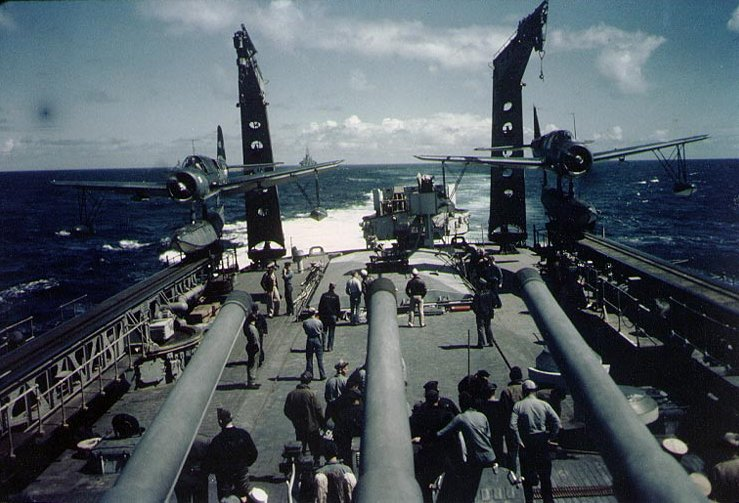
Hai thủy phi cơ Kingfisher trên máy phóng của chúng trên chiếc USS Quincy

Các hệ thống hàng không trên lớp tàu tuần dương Baltimore trong Thế Chiến II bao gồm hai máy phóng máy bay đặt hai bên hông của sàn phía sau, giữa chúng là một cửa hầm dạng trượt vốn là nóc của một hầm chứa máy bay. Ngay bên dưới cửa hầm là một thang nâng máy bay. Những thiết bị này đủ chỗ để chứa cùng lúc bốn máy bay: một bên mạn trái trước thang nâng, một bên trái ngang với thang nâng, một bên mạn phải và một trên chính thang nâng. Bốn chiếc đầu tiên trong lớp có hai cần cẩu, những chiếc sau đó chỉ có một.
Ở tốc độ tối đa, thủy phi cơ Vought OS2U Kingfisher có thể cất cánh từ những máy phóng này, và sau này là những chiếc Curtiss SC-1 Seahawk. Những máy bay này được sử dụng trong các nhiệm vụ trinh sát, chống tàu ngầm và giải cứu. Khi hoàn tất nhiệm vụ, các thủy phi cơ sẽ đáp xuống biển gần tàu để được cần cẩu bốc lên và đưa trở lại máy phóng. Trong những năm 1950, máy phóng cùng các thiết bị liên quan được tháo dỡ, nhưng các cần cẩu được giữ lại và hầm chứa được sử dụng cho máy bay trực thăng hoặc cho hệ thống tên lửa Regulus.
Vào năm 1948, chiếc USS Macon có một bệ dành cho máy bay trực thăng hơi nâng cao so với sàn tàu thay cho máy phóng. Tuy nhiên, chúng làm giới hạn góc bắn của các khẩu đội, nên việc thử nghiệm nhanh chóng bị hủy bỏ và không được thực hiện trên các chiếc khác. Những chiếc trong lớp Albany có một khu vực trên sàn tàu dành cho máy bay trực thăng, nhưng không có bệ riêng.

### Những thiết kế sau này
Lườn tàu của lớp Baltimore đã được sử dụng vào việc phát triển một số các lớp khác. Lớp Oregon City chỉ khác biệt đôi chút so với Baltimore; đó là do chúng thoạt tiên được lên kế hoạch như là những tàu tuần dương lớp Baltimore nhưng được chế tạo dựa trên cấu trúc được cải tiến. Cho dù chín chiếc đã được lên kế hoạch, chỉ có ba chiếc hoàn tất. Khác biệt chính giữa hai lớp là việc rút gọn còn một ống khói lớn duy nhất và thay đổi cấu trúc thân, chủ yếu nhằm giảm việc nặng đầu. Một thiết kế khác mở rộng phần nào đã đưa đến lớp Des Moines: trong khi sơ đồ bố trí sàn tàu căn bản không thay đổi, lớp này mang dàn pháo cỡ lớn hoàn toàn tự động đầu tiên từng trang bị trên một tàu chiến, cho dù không có chiếc nào kịp hoàn tất để tham gia Thế Chiến II.
Kế hoạch dành cho lớp tàu sân bay hạng nhẹ Saipan đã được thích ứng từ bản vẽ thiết kế của lườn tàu Baltimore, ví dự như là cách sắp xếp các buồng động cơ. Tuy nhiên, thân tàu đã được mở rộng đáng kể. Lớp Saipan được hoàn tất vào các năm 1947 và 1948, nhưng cho đến giữa những năm 1950, chúng đã trở nên quá nhỏ cho những máy bay của thời đại phản lực, nên được cải biến để sử dụng như những tàu chỉ huy và thông tin liên lạc.

### Thủy thủ đoàn

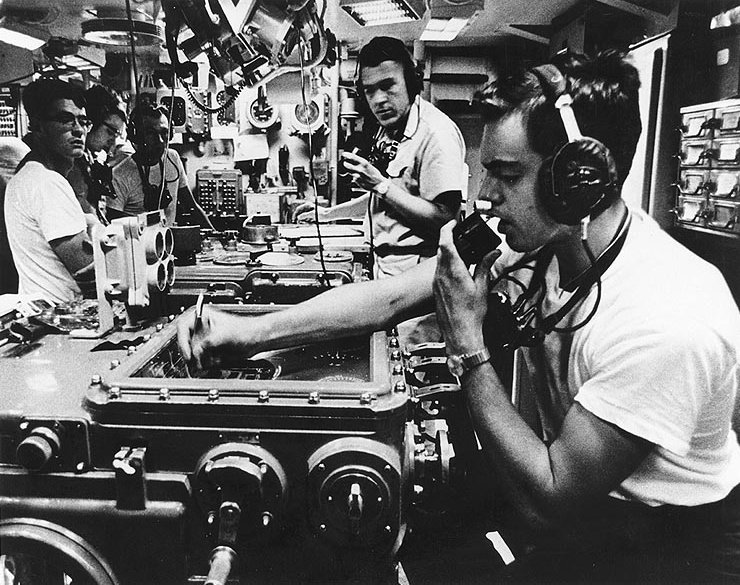
Thủy thủ của Canberra đang ghi chú thông tin mục tiêu

Thành phần của thủy thủ đoàn trên những chiếc lớp Baltimore thay đổi theo từng thời kỳ và tình huống chiến thuật. Những nguồn khác nhau đã đưa ra những con số khác nhau. Thông thường, quân số thường lớn hơn trong thời chiến, đặc biệt là với một số chiếc, kể cả ba chiếc thuộc lớp Albany cải tiến, được sử dụng làm soái hạm nên bao gồm cả đô đốc và ban tham mưu cùng người giúp việc cho ông.
Vào giai đoạn trong và ngay sau Thế Chiến II, thủy thủ đoàn thường bao gồm 60 sĩ quan và khoảng 1.000 thủy thủ. Khi có ban tham mưu hải đội trên tàu, con số này sẽ là 80 sĩ quan và 1.500 thủy thủ. Trên lớp Boston, thủy thủ đoàn, ngay cả trong thời bình và không phải là soái hạm, là 80 sĩ quan và khoảng 1.650 thủy thủ. Vì lớp Albany được trang bị hầu như thuần túy là tên lửa điều khiển, nó đòi hỏi ít nhân lực hơn Boston, thường là khoảng tương đương với một chiếc Baltimore căn bản.
So sánh với kích cỡ thủy thủ đoàn của ngày hôm nay, những con số này tỏ ra quá lớn. Lớp tàu tuần dương Ticonderoga hiện đại được vận hành với thủy thủ đoàn khoảng 400 người, nhờ vào những tiến bộ của tự động hóa và điện toán hóa trên những tàu tàu chiến. Chỗ nghỉ của thủy thủ đoàn hầu hết được bố trí dưới hầm tàu, vì cấu trúc thượng tầng là vị trí của Trung tâm Thông tin Hành quân (CIC: Combat Information Center) và có thể là sở chỉ huy của Đô đốc.

## Những chiếc trong lớp
| Tên (số hiệu lườn)                | Xưởng tàu                                             | Đặt lườn            | Hạ thủy              | Nhập biên chế/ Tái biên chế | Xuất biên chế        | Số phận                                                                                                 |
| --------------------------------- | ----------------------------------------------------- | ------------------- | -------------------- | --------------------------- | -------------------- | --- |
| Baltimore (CA-68)                 | Bethlehem Steel Corporation, Fore River Shipyard      | 26 tháng 5 năm 1941 | 28 tháng 7 năm 1942  | 15 tháng 4 năm 1943         | 8 tháng 7 năm 1946   | Rút đăng bạ 15 tháng 2 năm 1971, bán để tháo dỡ 10 tháng 5 năm 1972                                     |
| Baltimore (CA-68)                 | Bethlehem Steel Corporation, Fore River Shipyard      | 26 tháng 5 năm 1941 | 28 tháng 7 năm 1942  | 28 tháng 11 năm 1951        | 31 tháng 5 năm 1956  | Rút đăng bạ 15 tháng 2 năm 1971, bán để tháo dỡ 10 tháng 5 năm 1972                                     |
| Boston (CA-69)                    | Bethlehem Steel Corporation, Fore River Shipyard      | 30 tháng 6 năm 1941 | 26 tháng 8 năm 1942  | 30 tháng 6 năm 1943         | 29 tháng 10 năm 1946 | Rút đăng bạ 4 tháng 1 năm 1974; tháo dỡ 28 tháng 3 năm 1975                                             |
| (CAG-1)                           | Bethlehem Steel Corporation, Fore River Shipyard      | 30 tháng 6 năm 1941 | 26 tháng 8 năm 1942  | 1 tháng 11 năm 1955         | 5 tháng 5 năm 1970   | Rút đăng bạ 4 tháng 1 năm 1974; tháo dỡ 28 tháng 3 năm 1975                                             |
| Canberra (CA-70) (ex-Pittsburgh)  | Bethlehem Steel Corporation, Fore River Shipyard      | 3 tháng 9 năm 1941  | 19 tháng 4 năm 1943  | 14 tháng 10 năm 1943        | 7 tháng 3 năm 1947   | Rút đăng bạ 31 tháng 7 năm 1978; bán để tháo dỡ 31 tháng 7 năm 1980                                     |
| (CAG-2)                           | Bethlehem Steel Corporation, Fore River Shipyard      | 3 tháng 9 năm 1941  | 19 tháng 4 năm 1943  | 15 tháng 6 năm 1956         | 2 tháng 2 năm 1970   | Rút đăng bạ 31 tháng 7 năm 1978; bán để tháo dỡ 31 tháng 7 năm 1980                                     |
| Quincy (CA-71) (ex-St. Paul)      | Bethlehem Steel Corporation, Fore River Shipyard      | 9 tháng 10 năm 1941 | 23 tháng 6 năm 1943  | 15 tháng 12 năm 1943        | 19 tháng 10 năm 1946 | Rút đăng bạ 1 tháng 10 năm 1973; bán để tháo dỡ 1 tháng 9 năm 1974                                      |
| Quincy (CA-71) (ex-St. Paul)      | Bethlehem Steel Corporation, Fore River Shipyard      | 9 tháng 10 năm 1941 | 23 tháng 6 năm 1943  | 31 tháng 1 năm 1952         | 2 tháng 7 năm 1954   | Rút đăng bạ 1 tháng 10 năm 1973; bán để tháo dỡ 1 tháng 9 năm 1974                                      |
| Pittsburgh (CA-72) (ex-Albany)    | Bethlehem Steel Corporation, Fore River Shipyard      | 3 tháng 2 năm 1943  | 22 tháng 2 năm 1944  | 10 tháng 10 năm 1944        | 7 tháng 3 năm 1947   | Rút đăng bạ 1 tháng 7 năm 1973; bán để tháo dỡ 1 tháng 8 năm 1974                                       |
| Pittsburgh (CA-72) (ex-Albany)    | Bethlehem Steel Corporation, Fore River Shipyard      | 3 tháng 2 năm 1943  | 22 tháng 2 năm 1944  | 25 tháng 9 năm 1951         | 28 tháng 8 năm 1956  | Rút đăng bạ 1 tháng 7 năm 1973; bán để tháo dỡ 1 tháng 8 năm 1974                                       |
| Saint Paul (CA-73) (ex-Rochester) | Bethlehem Steel Corporation, Fore River Shipyard      | 3 tháng 2 năm 1943  | 16 tháng 9 năm 1944  | 17 tháng 2 năm 1945         | 30 tháng 4 năm 1971; | Rút đăng bạ 31 tháng 7 năm 1978; bán để tháo dỡ tháng 1 năm 1980                                        |
| Columbus (CA-74)                  | Bethlehem Steel Corporation, Fore River Shipyard      | 28 tháng 6 năm 1943 | 30 tháng 11 năm 1944 | 8 tháng 6 năm 1945          | 8 May 1959           | Rút đăng bạ 9 tháng 8 năm 1976; bán để tháo dỡ 3 tháng 10 năm 1977                                      |
| (CG-12)                           | Bethlehem Steel Corporation, Fore River Shipyard      | 28 tháng 6 năm 1943 | 30 tháng 11 năm 1944 | 1 tháng 12 năm 1962         | 31 tháng 1 năm 1975  | Rút đăng bạ 9 tháng 8 năm 1976; bán để tháo dỡ 3 tháng 10 năm 1977                                      |
| Helena (CA-75) (ex-Des Moines)    | Bethlehem Steel Corporation, Fore River Shipyard      | 9 tháng 9 năm 1943  | 28 tháng 4 năm 1945  | 4 tháng 9 năm 1945          | 29 tháng 6 năm 1963  | Rút đăng bạ 1 tháng 1 năm 1974; bán để tháo dỡ 13 tháng 11 năm 1974                                     |
| Bremerton (CA-130)                | New York Shipbuilding Corporation, Camden, New Jersey | 1 tháng 2 năm 1943  | 2 tháng 7 năm 1944   | 29 tháng 4 năm 1945         | 9 tháng 4 năm 1948   | Rút đăng bạ 1 tháng 10 năm 1973; Broken up at Portland, Oregon, 1974 bán để tháo dỡ 11 tháng 7 năm 1974 |
| Bremerton (CA-130)                | New York Shipbuilding Corporation, Camden, New Jersey | 1 tháng 2 năm 1943  | 2 tháng 7 năm 1944   | 23 tháng 11 năm 1951        | 29 tháng 7 năm 1960  | Rút đăng bạ 1 tháng 10 năm 1973; Broken up at Portland, Oregon, 1974 bán để tháo dỡ 11 tháng 7 năm 1974 |
| Fall River (CA-131)               | New York Shipbuilding Corporation, Camden, New Jersey | 12 tháng 4 năm 1943 | 13 tháng 8 năm 1944  | 1 tháng 7 năm 1945          | 31 tháng 10 năm 1947 | Rút đăng bạ 19 tháng 2 năm 1971; bán để tháo dỡ 28 tháng 8 năm 1972                                     |
| Macon (CA-132)                    | New York Shipbuilding Corporation, Camden, New Jersey | 14 tháng 6 năm 1943 | 15 tháng 10 năm 1944 | 26 tháng 8 năm 1945         | 12 tháng 4 năm 1950  | Rút đăng bạ 1 tháng 11 năm 1969; bán để tháo dỡ 5 tháng 7 năm 1973                                      |
| Macon (CA-132)                    | New York Shipbuilding Corporation, Camden, New Jersey | 14 tháng 6 năm 1943 | 15 tháng 10 năm 1944 | 16 tháng 10 năm 1950        | 10 tháng 3 năm 1961  | Rút đăng bạ 1 tháng 11 năm 1969; bán để tháo dỡ 5 tháng 7 năm 1973                                      |
| Toledo (CA-133)                   | New York Shipbuilding Corporation, Camden, New Jersey | 13 tháng 9 năm 1943 | 6 tháng 5 năm 1945   | 27 tháng 10 năm 1946        | 21 tháng 5 năm 1960  | Rút đăng bạ 1 tháng 1 năm 1974; bán để tháo dỡ 30 tháng 10 năm 1974                                     |
| Los Angeles (CA-135)              | Philadelphia Naval Shipyard                           | 28 tháng 7 năm 1943 | 20 tháng 8 năm 1944  | 22 tháng 7 năm 1945         | 9 tháng 4 năm 1948   | Rút đăng bạ 1 tháng 1 năm 1974; bán để tháo dỡ 16 tháng 5 năm 1975                                      |
| Los Angeles (CA-135)              | Philadelphia Naval Shipyard                           | 28 tháng 7 năm 1943 | 20 tháng 8 năm 1944  | 27 tháng 1 năm 1951         | 15 tháng 11 năm 1963 | Rút đăng bạ 1 tháng 1 năm 1974; bán để tháo dỡ 16 tháng 5 năm 1975                                      |
| Chicago (CA-136)                  | Philadelphia Naval Shipyard                           | 28 tháng 7 năm 1943 | 20 tháng 8 năm 1944  | 10 tháng 1 năm 1945         | 6 tháng 6 năm 1947   | Rút đăng bạ 31 tháng 1 năm 1984; bán để tháo dỡ 9 tháng 12 năm 1991                                     |
| (CG-11)                           | Philadelphia Naval Shipyard                           | 28 tháng 7 năm 1943 | 20 tháng 8 năm 1944  | 2 tháng 5 năm 1964          | 1 tháng 3 năm 1980   | Rút đăng bạ 31 tháng 1 năm 1984; bán để tháo dỡ 9 tháng 12 năm 1991                                     |